# SpVgg Schwarz-Gelb 1929 Gladbeck
SpVgg Schwarz-Gelb 1929 Gladbeck was een Duitse voetbalclub uit de stad Gladbeck, Noordrijn-Westfalen.

## Geschiedenis
De club werd opgericht op 16 juni 1929 na fusie van de clubs BV Rentfort, SV Zweckel unen SuS Gladbeck. De club speelde in de Ruhrcompetitie en promoveerde al in het eerste jaar naar de tweede klasse. Een jaar later dwong de club opnieuw promotie af en speelde nu in de hoogste klasse, die in drie reeksen verdeeld was. In de groep Essen werd Gladbeck vijfde op negen clubs. Het volgende seizoen waren er slechts twee groepen en nu werd de club achtste op tien clubs. Na dit seizoen kwam de NSDAP aan de macht en werd het voetbal in Duitsland grondig geherstructureerd. De Gauliga werd ingevoerd als hoogste klasse, en in West-Duitsland werden de acht bestaande competities ontbonden en vervangen door drie Gauliga's. Gladbeck plaatste zich hier niet voor. De volgende jaren speelde de club in de lagere reeksen.
Na de Tweede Wereldoorlog werd de club een liftploeg tussen de Bezirksliga en de Kreisliga, tot de club in 1966 was weggezakt tot in de 2. Kreisliga. Op 12 juni 1966 fuseerde de club met SC Preußen 1910 en nam zo de nieuwe naam SG Preußen Gladbeck 1910/29 aan.